# Morris Kline
Morris Kline (Brooklyn, 1º maggio 1908 – Brooklyn, 10 giugno 1992) è stato un matematico statunitense, attivo soprattutto nella storia e nella didattica della matematica.
Docente alla New York University, la sua attività scientifica ha riguardato principalmente la storia, la filosofia e la didattica della matematica; è stato anche un abile divulgatore di tematiche connesse con la matematica e le sue applicazioni.

## Biografia
Kline trascorse la giovinezza a Brooklyn e nel Queens. Conseguito il diploma presso la "Boys High School" di Brooklyn, proseguì gli studi matematici e fisici presso la New York University, conseguendovi il titolo di B.S. nel 1930, il M.S. nel 1932 e il Ph.D. nel 1936.
Insegnò quindi presso la New York University dal 1938 al 1975, con la sola interruzione dovuta al servizio militare prestato presso lo U.S. Army Signals Corps nel periodo bellico; in tale periodo lavorò, come fisico, nei laboratori di ricerca che furono predisposti al perfezionamento del radar.
Si dedicò soprattutto alla redazione di numerosi articoli scientifici e di più di una dozzina di testi su vari aspetti, sia storici che didattici, della matematica pura e applicata, non tralasciando anche le questioni relative all'insegnamento della matematica e della fisica. A quest'ultimo proposito, fu uno dei protagonisti dell'acceso dibattito che si sviluppò negli Stati Uniti sulla "New Math" e la definizione dei curricula formativi in matematica, sia scolastici che universitari, negli anni '60 e '70.
In particolare, Kline sottolineò con insistenza, rispetto ad un insegnamento della matematica fine a sé stessa, la necessità di prestare maggiore attenzione alle varie applicazioni scientifiche e all'utilità tecnico-pratica della matematica, non aspettando dunque che un numero elevato di studenti ne apprezzasse il fascino intrinseco come disciplina pura. Di conseguenza, egli sollecitò affinché gli studi (a qualsiasi livello di insegnamento) e le ricerche di matematica si concentrassero più sulla risoluzione di problemi tecnico-applicativi posti da altri settori scientifici (in particolare, la fisica e l'ingegneria), piuttosto che costruire strutture formali  astratte e autoreferenziali, capaci di suscitare quasi esclusivamente l'interesse di chi ha una maggiore propensione verso la cosiddetta "matematica pura".
Così riassunse in merito alcune sue vedute nel 1986, nell'editoriale Focus, periodico della Mathematical Association of America: 
«In tutti i livelli di scuola, dalla primaria alla secondaria alla scuola superiore, la matematica viene insegnata come materia isolata, con pochi, se non del tutto assenti, legami con il mondo reale. Agli studenti la matematica appare quasi interamente connessa con questioni che non riguardano affatto l'essere umano».
In Matematica: la perdita della certezza (Capitolo XIII), Kline deplora il modo in cui è praticata la ricerca matematica, lamentandosi che spesso i matematici, disinteressandosi dei contesti (spesso complessi) che sono indispensabili per risolvere problemi applicativi delle scienze, preferiscono invece dedicarsi alla soluzione di questioni di "matematica pura", prive di alcuna utilità pratica. Kline attribuisce ciò anche alla smania di pubblicare articoli e testi accademici, secondo il motto "pubblica o crepa" ("publish or perish"), ai meri fini di avanzamento di carriera.

## Opere
Tra i principali libri scritti da Kline, figurano:
- Introduction to Mathematics (con Irvin W. Kay), Houghton Mifflin, 1937.
- The Theory of Electromagnetic Waves (a cura di), Inter-science Publishers, 1951.
- Mathematics in Western Culture, Oxford University Press, 1953.
- Mathematics and the Physical World, T.Y. Crowell Co., 1959.
- Mathematics. A Cultural Approach, Addison-Wesley, 1962.
- Electromagnetic Theory and Geometrical Optics, John Wiley and Sons, 1965.
- Calculus. An Intuitive and Physical Approach, John Wiley and Sons, 1967, 1977 (poi ristampato da Dover Publications, 1998. ISBN 0-486-40453-6)
- Mathematics for Liberal Arts, Addison-Wesley, 1967 (ripubblicato come Mathematics for the Nonmathematician, Dover Publications, Inc., 1985. ISBN 0-486-24823-2).
- Mathematics in the Modern World (a cura di), W.H. Freeman and Co., 1968.
- Mathematical Thought From Ancient to Modern Times, Oxford University Press, 1972 [Traduzione italiana: Storia del pensiero matematico, vol. I ("Dall'antichità al Settecento") e vol. II ("Dal Settecento ad oggi"), Giulio Einaudi editore, Torino, 1991, 1999].
- Why Johnny Can't Add. The Failure of the New Mathematics, St. Martin's Press, 1973.
- Why the professor can't teach. Mathematics and the dilemma of university education, St. Martin's Press, 1977. (ISBN 0-312-87867-2)
- Mathematics: The Loss of Certainty, Oxford University Press, 1980 (ISBN 0-19-502754-X); OUP Galaxy Books pb. ristampa (ISBN 0-19-503085-0). Traduzione italiana in: Morris Kline Matematica: la perdita della certezza, Arnoldo Mondadori, Milano, 1985.
- Mathematics. An Introduction to Its Spirit and Use, readings from Scientific American.
- Mathematics in the Modern World, readings from Scientific American.
- The Language of Shapes (con Abraham Wolf Crown).
- Mathematics and the Search for Knowledge.

In italiano, è stato inoltre pubblicato, in prima edizione nella collana "Storia della Scienza", la monografia: La matematica nella cultura occidentale (trad. di Libero Sosio), Giangiacomo Feltrinelli Editore, Milano, 1976.